# Toys-to-life
Toys-to-life bezeichnet Spielzeuge und Action-Figuren, die in Zusammenhang mit einem Computerspiel verwendet werden können, bzw. spezielle Funktionen in einem Computerspiel bereitstellen. Sie stellen damit eine Mischung aus Spielzeug und Computerspiel und somit auch eine erweiterte Realität dar. Eine deutsche Bezeichnung für den englischen Begriff hat sich nicht etabliert. Toys-to-life sind abzugrenzen von Smart Toys, die mit dem Spielenden interagieren können, aber nicht als Grundlage für ein Computerspiel dienen.

## Technik
Die Spielzeuge lassen sich meist per NFC, RFID, Bluetooth, WLAN, Kabelverbindung mit einem Computer, Spielkonsole oder Smartphone verbinden. Toys-to-life werden unter anderem dazu verwendet, spezielle Funktionen in einem Computerspiel freizuschalten, wie einen speziellen Charakter, der der Actionfigur entspricht. Ebenso können sie auch als Datenspeicher verwendet werden, um Spieldaten zu transportieren. Ein weiterer Ansatz ist die Verwendung des Spielzeugs als Eingabe- oder Ausgabegerät für ein Computerspiel (z. B. Nintendo Labo). Oft ist ein Großteil des Spielzeugs aber auch nur ein optisches Gimmick ohne besonderen Einfluss auf das Spiel. So wird sich beispielsweise oft an Sammlerfiguren aus großen Computerspiel- oder Filmreihen bedient.

## Geschichte
Der Begriff Toys-to-life wurde mit dem Start der U.B. Funkeys im Jahr 2007 erstmals geprägt. Populär wurden Toys-to-life seit Mitte der 2010er-Jahre mit der Skylanders-Reihe und die Entwicklung wurde durch bekannte Publisher mit lizenzierten fiktiven Universen wie Nintendo, Disney und Lego vorangetrieben.

## Wirtschaftliche Bedeutung
Über vier Milliarden US-Dollar wurden durch Toys-to-life-Produkte eingenommen. Drei Viertel davon hat die Skylanders-Reihe eingenommen. Sie ist erfolgreichste Toys-to-Life-Reihe mit über 3 Milliarden US-Dollar Umsatz.
Toys-to-life sind überwiegend bei Sammlern und Kindern beliebt. Sie sind oft teuer in dem Vergleich zu den Funktionen, die sie im Spiel bieten und bedienen sich oft beliebter lizenzierter fiktiver Universen. Toy-to-life sollen meist zu weiteren Käufen von Spielzeugen anregen, da diese wieder neue Funktionen freischalten, die oft für die Spieler nicht unwichtig sind. Zeigt die Reihe allerdings wenig Innovation und erfordert zu viel Kostenaufwand, ohne eine angemessene Gegenleistung zu bieten, tritt Sättigung und Langweile bei den Konsumenten auf und die Verkaufszahlen gehen zurück. Daher wurden einige Reihen auch bereits eingestellt oder verzeichnen starke Verkaufsrückgänge.

## Bekannte Beispiele
| Spielserie                 | Publisher  | Erschienen |
| -------------------------- | ---------- | ---------- |
| Amiibo                     | Nintendo   | Seit 2014  |
| Skylanders                 | Activision | Seit 2011  |
| Lego Dimensions            | Lego       | 2015–2017  |
| Disney Infinity            | Disney     | 2013–2016  |
| Pokémon Rumble U           | Nintendo   | 2013       |
| Nintendo Labo              | Nintendo   | Seit 2018  |
| Starlink: Battle for Atlas | Ubisoft    | 2018–2019  |
| Lightseekers: Awakening    | Jagex      | Seit 2017  |